# Lilla Vincze
Lilla Vincze (ur. 5 czerwca 1961 w Siófoku) – węgierska wokalistka i autorka tekstów zespołu Napoleon Boulevard.

## Życiorys
Jej kariera rozpoczęła się w 1986 roku, gdy to wraz z zespołem Napoleon Boulevard wystąpiła na festiwalu Interpop. Oryginalny skład zespołu istniał do 1990 roku. Wtedy to Vincze opuściła go, by rozpocząć karierę solową. W 2009 roku wróciła do Napoleon Boulevard.
Z wykształcenia jest nauczycielką. Od 2000 roku prowadzi własną szkołę. Kilkukrotnie brała udział w produkcjach teatralnych. Obecnie zasiada w jury konkursu A Dal 2019.

## Nagrody
- I nagroda na Interpop Fesztivál (1986)
- Pop-Meccs – wokalistka roku (1986, 1987, 1988, 1989, 1990)
- EMeRTon-díj (1988)

## Dyskografia

### Solo
- Lilla (1989)
- Lilla és Czigi (1990)
- Mámor (1992)
- Szállj velem – koncert (1993)
- Két Hold (1994)
- Mély kék (1997)
- Titanic (1999)
- Angyalnak, madárnak (2008)

### Napoleon Boulevard
- Napoleon Boulevard 1. (1986)
- Napoleon Boulevard 2. (1987)
- Júlia nem akar a földön járni (1988)
- Mennyből az angyal (1989)
- Best of 1985-1989 (2009)
- Világfalu (2010)